# Kadazan-Dusun

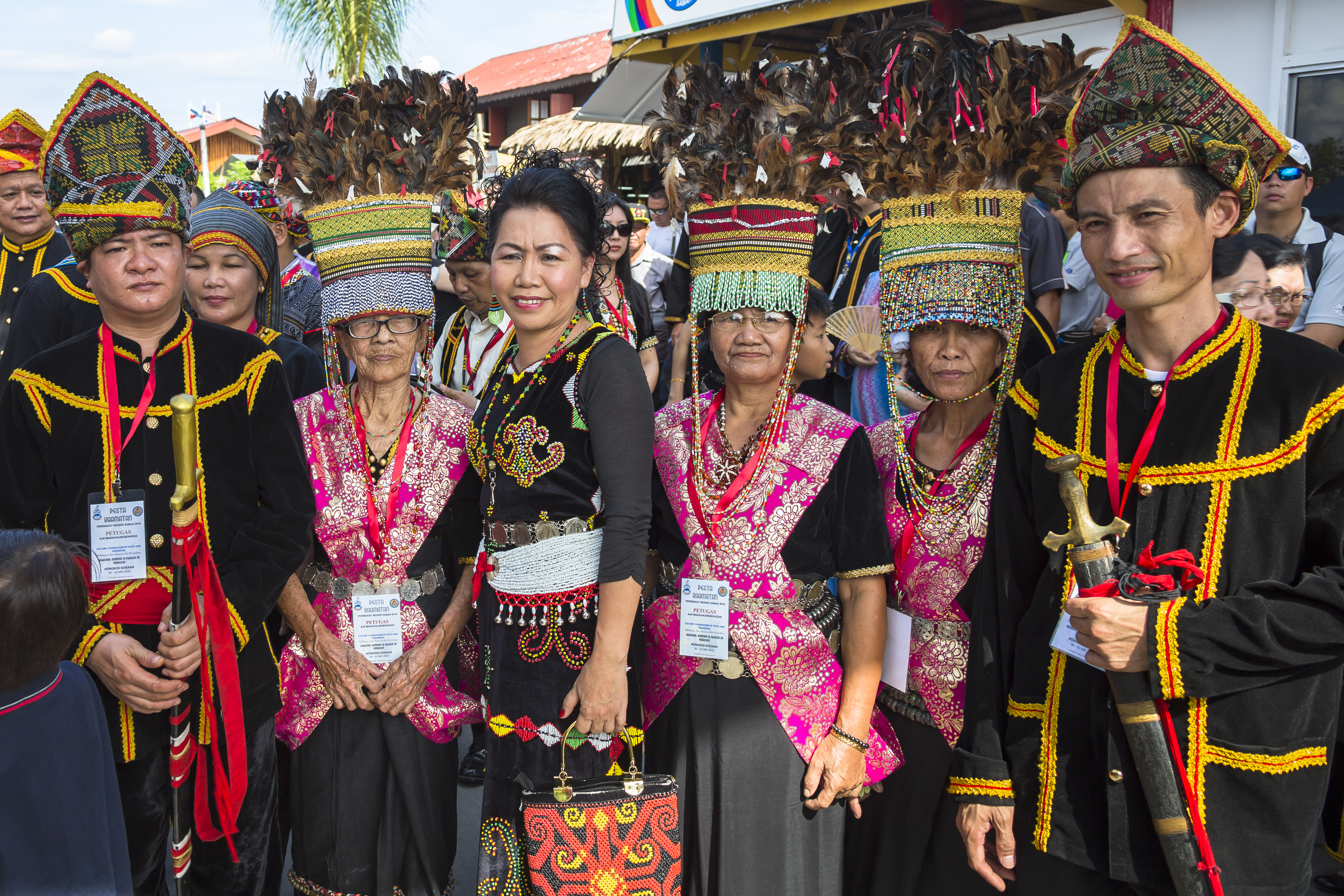
Kadazandusun-Priester und -Priesterinnen während der Eröffnungszeremonie von Kaamatan 2014 in Hongkod Koisaan

Kadazan-Dusun oder Kadazandusun ist eine Zusammenfassung verschiedener indigener Stämme in Sabah, Malaysia die zur Ethnie der Dusun bzw. Kadazan gehören. Die Zugehörigkeit zum Sammelbegriff der Kadazan-Dusun wird durch die Kadazandusun Cultural Association Sabah (KDCA) in Artikel 6 ihrer Verfassung festgelegt.

## Zugehörige Ethnien
Gemäß Artikel 6 der KDCA-Verfassung ist der Begriff Kadazan-Dusun ein „allgemeines und umfassendes ethnisches Label, das auf Basis der jeweiligen Kultur, der Stammeszugehörigkeit, der Sprache, des Dialekts und der Sprechweise“ folgende Ethnien umfasst:
| - Bonggi - Bundu - Dumpas - Gana - Garo | - Idaan - Kadayan - Kimaragang - Kolobuan - Kuijau | - Lingkabau - Liwaan - Lobu - Lotud - Lundayo | - Makiang - Malapi - Mangkaak - Minokok - Murut | - Ngabai - Paitan - Pingas - Rumanau - Rungus | - Sinobu - Sinorupu - Sonsogon - Sukang - Sungai | - Tatana - Tangara - Tidong - Tindal - Tobilung | - Tolinting - Tombonuo - Tuhawon - Tutung - Bisaya |

## Geschichte
Die Bezeichnung beruht auf einem offiziellen Beschluss der 5. Delegiertenkonferenz der Kadazan Cultural Association (KCA) vom 4. und 5. November 1989. Während der Konferenz herrschte Einigkeit darüber, dass dies die beste Alternative sei, der Identitätskrise sich entweder als Kadazan oder Dusun bezeichnenden Ethnien zu begegnen, die seit der Politisierung von Meinungsverschiedenheiten der beiden Ethnien in den 1960er Jahren das Wachstum und die Entwicklung der multi-ethnischen Kadazan-Dusun-Gemeinschaft in sozio-kultureller, wirtschaftlicher und politischer Hinsicht geschwächt und behindert hatte.
Auf dieser Basis beschlossen die United Sabah Dusun Association (USDA) und die Kadazandusun Cultural Association (KDCA) dass die in den örtlichen Schulen zu lehrende Sprache (Pupils’ Own Language – POL) als Kadazandusun-Sprache bezeichnet wird und hauptsächlich aus dem Bundu-Liwaan-Dialekt mit Anleihen aus den anderen Kadazandusun-Dialekten bestehen soll. An der Universiti Malaysia Sabah (UMS) wurde ein Lehrstuhl für Kadazandusun eingerichtet, um das kulturelle Erbe der Kadazan-Dusun eingehender zu erforschen und zu dokumentieren. Die Universität bietet auch Sprachkurse in Kadazandusun als Wahlfach an, die sich insbesondere unter ausländischen Studenten großer Beliebtheit erfreuen.